# ویلیو کایاوا
ویلیو کایاوا (انگلیسی: Viljo Kajava; ۲۲ سپتامبر ۱۹۰۹ – ۲ فوریهٔ ۱۹۹۸) شاعر، روزنامه‌نگار اهل فنلاند بود.
وی همچنین برندهٔ جوایزی همچون جایزه اینو لینو شده‌است.